# フランス領フランス島 (モーリシャス)

フランス島
Île de France (フランス語)

フランス島の位置

フランス領フランス島（フランスりょうフランスとう、フランス語: Isle de France, Île de France）は、18世紀初頭から19世紀初頭にかけ、アフリカ東方のインド洋上にあったフランスの植民地である。現在のモーリシャス共和国やセーシェル、チャゴス諸島などの領域を含む。

## 歴史
モーリシャス島は17世紀にオランダによって統治されていたが（オランダ領モーリシャス）、オランダが島を放棄したため1715年9月にフランスが上陸し、フランス領となった。
フランス領となり、農業の重要性が高まったり、奴隷の輸入、島のインフラ工事など大きな変化があり、
特に18世紀に成長し、1780年代にはフランス領内で最大海上貿易の島となった。
1810年12月3日にイギリスに占領される。1814年5月30日に正式にイギリス領となり、イギリス領モーリシャスとなった。
行政所は現在のモーリシャスの首都でもあるポートルイス、人口はフランス上陸時から20年経った1735年は838人だったが、2612人の奴隷やフランス入植者もあり、島の人口は増加した。